# Ērgļi
Ērgļi (do 1918 r. Erlaa) – przysiółek w północno-wschodniej Łotwie. W latach 2009–2021 stolica novadsu Ērgļi. Położona przy brzegu rzeki Ogre. W 2007 r. zamieszkana przez 2168 osób, z czego 90% to Łotysze. W 2015 roku liczyła 1939 mieszkańców We wsi znajduje się elektrownia wodna Ērgļu HES.
W 1931 wieś była zamieszkana przez 331 osób. W 1944 r., podczas II wojny światowej znajdowała się w strefie walk, przez co została doszczętnie zniszczona. Po wojnie, dzięki relokacji i rozwojowi przemysłu wieś urosła do obecnych kształtów. We wsi znajdowała się stacja końcowa linii kolejowej Ryga-Ērgļi dziłającej w latach 1937-2009.
3 km od Ērgļi znajduje się dom, w którym urodził się łotewski pisarz Rūdolfs Blaumanis.

## Nazwa
Nazwa wsi pochodzi od znajdującego się tu średniowiecznego zamku Erlaa. Prawdopodobnie nazwa ta pochodzi z niemieckiego słowa Erle (olsza). Po raz pierwszy nazwa ta pojawiła się w 1334 r., kiedy właścicielami tutejszego zamku zostali Tyzenhauzowie,

## Historia
Przed rozpoczęciem krucjaty liwońskiej zamek Ērgļi leżał na obszarze księstwa Jersika, w pobliżu granicy z księstwem Koknese. Znajduje się przy prawym brzegu rzeki Ogre. W przeszłości należał do plemiona Łatgalów. Od 1211 r. należał do Zakonu kawalerów mieczowych, a następnie do archidiecezji ryskiej. W 1334 r. jego właścicielem stał się wasal archidiecezji ryskiej Engelbert Tyzenhauzen, który w 1355 r. wybudował tu drewniany kościół katolicki. W 1391 r. Tyzenhauzowie wybudowali tu nowy zamek, z którego do dzisiaj przetrwała wieża o wysokości 17 m i kamienne mury. Po zakończeniu wojen inflanckich Erlaa znalazła się w granicach Rzeczypospolitej, a tutejszy zamek stał się siedzibą starostwa. W 1598 r. zamek wrócił do rąk Tyzenhauzów, którzy podczas wojen polsko-szwedzkich (1600-1629) walczyli po stronie szwedzkiej.
W 1630 r. po zakończeniu wojen polsko-szwedzkich miejscowość znalazła się w granicach Szwecji, a następnie Rosji (po zakończeniu III wojny północnej (1700-1721)). W 1731 r. otwarta została tu szkoła. W 1863 r. urodził się tu Rūdolfs Blaumanis.
W XIX w. tutejsi mieszkańcy zaczęli wyznawać prawosławie. W 1871 r. w miejscowości otwarta została parafialna szkoła prawosławna. Podczas rewolucji na Łotwie w 1905 r. odbyły się tu demonstracje, przez co został spalony zamek oraz jeden z tutejszych dworów. W 1918 r. wieś zmieniła swoją nazwę na Ērgļi. W 1933 r. Ērgļi otrzymała status wsi. W 1935 r. znajdowało się tu 45 domów zamieszkanych przez 331 osób. W latach 30. XX w., przez teren wsi wytyczono kilka ważnych dróg oraz linię kolejową Ryga-Ērgļi, co ułatwiło przepływ towarów i usług między wsią a innymi miejscowościami. W tym czasie w Ērgļi znajdowały się dwa młyny wodne, sześć sklepów spożywczych, lekarz, dentysta i szpital Łotewskiego Czerwonego Krzyża.
W 1944 r. podczas II wojny światowej wieś została doszczętnie zniszczona, jednak po jej zakończeniu została odbudowana. W latach 1949–1959 Ērgļi była siedzibą administracyjną rejonu Ērgļi. W 1950 r. wieś otrzymała status osiedla typu miejskiego. Status tej miejscowości pozwolił na to, by wybudować w niej m.in. budynek administracji i centrum rekreacyjne. Oprócz tego zbudowane zostały tu nowe domy, szkoły i szpital. W 1959 r. wieś została przyłączona do okręgu Madona. W dalszym okresie wybudowana została tu m.in. mleczarnia i tartak.
W 1990 r. Ērgļi otrzymała status przysiółka. Od 5 września 2006 r. jest siedzibą gminy Ērgļi składającej się z 3 parafii: Ērgļi, Jumurda i Sausnēja.

## Transport i infrastruktura
Do 2000 r. w Ērgļi działała jedna ze stacji linii kolejowej Ryga-Ērgļi.
Przez teren wsi przebiegają następujące drogi:
- droga P4 (Ryga - Ērgļi)
- droga P31 (Ērgļi - Drabeši)
- droga P33 (Ērgļi - Jaunpiebalga - Saliņkrogs);
- droga P78 (Pļaviņas - Ērgļi)
- droga P79 (Koknese - Ērgļi) (P79);
- droga P81 (Bērzaune - Vestiena - Ērgļi)

Na terenie Ērgļi znajdują się: rada gminy, hotel, stacja benzynowa, szkoła, poczta, szpital, kościół, przystanek autobusowy, parking, kawiarnia, dwie apteki, różne zabytki, ruiny zamku, trzy kluby sportowe, szkoła muzyczno-artystyczna, szkoła zawodowa, elektrownia wodna, przedszkole ''Pienenīte'', dwie biblioteki i tartak.

## Liczba ludności w poszczególnych latach
| 1959 | 1970 | 1979 | 1989 | 2007 |
| ---- | ---- | ---- | ---- | ---- |
| 2962 | 2230 | 2566 | 2643 | 2168 |

## Miasta partnerskie
- Kölln-Reisiek, Niemcy

## Atrakcje turystyczne
- wzgórze Skansten
- ruiny zamku
- elektrownia wodna Ērgļu HES